# ولسوالی کهمرد
کَهمَرد یکی از ولسوالی‌ها (شهرستان‌های) ولایت بامیان، افغانستان است و در ارتفاع ۱۴۷۵متری با ۳۱۰۴۲ نفر جمعیت واقع شده است. ولسوالی کهمرد در ۱۴۰ کیلومتری شهر بامیان در شمال این ولایت قرار دارد.
از سوی خاور با کوه‌های تاله‌برفک، ولایت بغلان، از سوی باختر با ولسوالی یکاولنگ، ولایت بامیان، از سوی شمال با ولسوالی روی دوآب، ولایت سمنگان و از سوی جنوب با ولسوالی سیغان، ولایت بامیان هم‌مرز است.

## جغرافیا

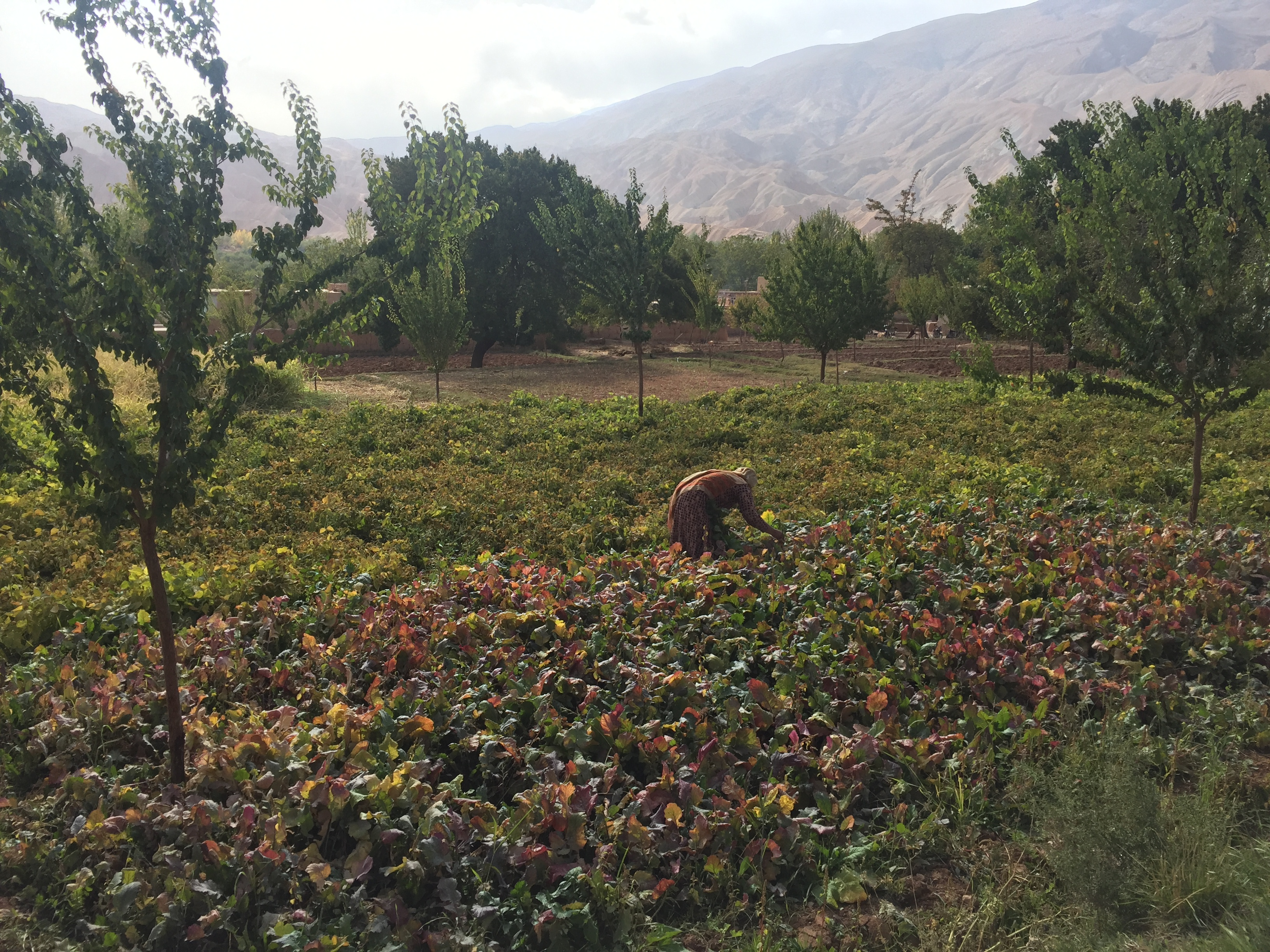
کشتزارهای قریه بنق

ولسوالی کهمرد به پنج دره (هاجر، مادر، تنگی پشته، اشپشت و دوآب مخ زرین) تقسیم شده است.
رودخانه اصلی آجر، منبع مهم آب برای این ولسوالی است. کهمرد را نسبتاً ثروتمند می‌دانند. این ولسوالی در گذشته شکارگاه شاه سابق (ظاهر شاه) بوده است. در طول جنگ هیچ تخریب عمده ای در خانه‌ها، مغازه‌ها، مراکز آموزشی و بهداشتی صورت نگرفت.

### قریه دوشاخ
اولاً دوشاخ دو وجه دارد یکی در مسیر دو جری (دو دره) واقع است و ثانیاً زیارت خواجه سبز یک درخت ارچه بزرگ دارد و آن دو شاخ دارد یکی بطرف کوه شرقی رفته و دیگری بطرف کوه غربی ازین دو جهت قریه را دو شاخ نامیده‌اند. مردم ابتدایی که در قریه دوشاخ آمده‌اند، یکی قوم بیگ بای و دیگری بنام کلانتر که در ابتدا در قریه دو شاخ آمده قدامت اولی دارد، بعداً قوم بنام میرا و بعداً یک قوم بنام گل محمد از غندک آمده و یک قوم بنام ایشانها یعنی خواجه‌های سیغان آمده‌اند و یک قوم بنام آهنگر از بالای کهمرد آمده که جمله ۷ قوم موجود است.

### قریه سرگلی
قریه‌ای بوده که از طرف شمال با ولسوالی روی دوآب، ولایت سمنگان، از طرف شرق با تاله و برفک، ولایت بغلان، از طرف جنوب با کوه هندوکش و از طرف غرب با قریه دشت سفید محدود است. قریه سرگلی یک قریه سرسبز و دارای فضای کاملاً گوارا می‌باشد.

### آب‌وهوا
| ژ                                                   | ف       | م        | آ        | م        | ژ        | ژ       | آ       | س       | اُ       | ن        | د       |
| ۲۱ ۱ ۱۰−                                            | ۹۸ ۵ ۸− | ۸۹ ۱۶ ۲− | ۱۰۴ ۲۴ ۴ | ۱۸ ۲۹ ۱۰ | ۱۱ ۳۷ ۱۴ | ۱ ۳۸ ۱۶ | ۶ ۳۷ ۱۷ | ۸ ۳۳ ۱۱ | ۳۸ ۲۳ ۴ | ۴۵ ۱۳ ۱− | ۲۲ ۲ ۷− |
| میانگین بالاترین و پایین‌ترین دما به مقیاس سانتیگراد |         |          |          |          |          |         |         |         |         |          |         |
| بارندگی به مقیاس میلی‌متر                            |         |          |          |          |          |         |         |         |         |          |         |
| منبع: Climate-Data.org                              |         |          |          |          |          |         |         |         |         |          |         |

| مقیاس فارنهایت و اینچ                              | مقیاس فارنهایت و اینچ | مقیاس فارنهایت و اینچ | مقیاس فارنهایت و اینچ | مقیاس فارنهایت و اینچ | مقیاس فارنهایت و اینچ | مقیاس فارنهایت و اینچ | مقیاس فارنهایت و اینچ | مقیاس فارنهایت و اینچ | مقیاس فارنهایت و اینچ | مقیاس فارنهایت و اینچ | مقیاس فارنهایت و اینچ |
| -------------------------------------------------- | --------------------- | --------------------- | --------------------- | --------------------- | --------------------- | --------------------- | --------------------- | --------------------- | --------------------- | --------------------- | --------------------- |
| ژ                                                  | ف                     | م                     | آ                     | م                     | ژ                     | ژ                     | آ                     | س                     | اُ                     | ن                     | د                     |
| ۰٫۸ ۳۴۱۴                                           | ۳٫۹ ۴۱۱۸              | ۳٫۵ ۶۱۲۸              | ۴٫۱ ۷۵۳۹              | ۰٫۷ ۸۴۵۰              | ۰٫۴ ۹۹۵۷              | ۰ ۱۰۰۶۱               | ۰٫۲ ۹۹۶۳              | ۰٫۳ ۹۱۵۲              | ۱٫۵ ۷۳۳۹              | ۱٫۸ ۵۵۳۰              | ۰٫۹ ۳۶۱۹              |
| میانگین بالاترین و پایین‌ترین دما به مقیاس فارنهایت |                       |                       |                       |                       |                       |                       |                       |                       |                       |                       |                       |
| بارندگی به مقیاس اینچ                              |                       |                       |                       |                       |                       |                       |                       |                       |                       |                       |                       |

| ژ                                                   | ف       | م        | آ        | م        | ژ        | ژ       | آ       | س       | اُ       | ن        | د       |
| ۲۱ ۱ ۱۰−                                            | ۹۸ ۵ ۸− | ۸۹ ۱۶ ۲− | ۱۰۴ ۲۴ ۴ | ۱۸ ۲۹ ۱۰ | ۱۱ ۳۷ ۱۴ | ۱ ۳۸ ۱۶ | ۶ ۳۷ ۱۷ | ۸ ۳۳ ۱۱ | ۳۸ ۲۳ ۴ | ۴۵ ۱۳ ۱− | ۲۲ ۲ ۷− |
| میانگین بالاترین و پایین‌ترین دما به مقیاس سانتیگراد |         |          |          |          |          |         |         |         |         |          |         |
| بارندگی به مقیاس میلی‌متر                            |         |          |          |          |          |         |         |         |         |          |         |
| منبع: Climate-Data.org                              |         |          |          |          |          |         |         |         |         |          |         |

| مقیاس فارنهایت و اینچ                              | مقیاس فارنهایت و اینچ | مقیاس فارنهایت و اینچ | مقیاس فارنهایت و اینچ | مقیاس فارنهایت و اینچ | مقیاس فارنهایت و اینچ | مقیاس فارنهایت و اینچ | مقیاس فارنهایت و اینچ | مقیاس فارنهایت و اینچ | مقیاس فارنهایت و اینچ | مقیاس فارنهایت و اینچ | مقیاس فارنهایت و اینچ |
| -------------------------------------------------- | --------------------- | --------------------- | --------------------- | --------------------- | --------------------- | --------------------- | --------------------- | --------------------- | --------------------- | --------------------- | --------------------- |
| ژ                                                  | ف                     | م                     | آ                     | م                     | ژ                     | ژ                     | آ                     | س                     | اُ                     | ن                     | د                     |
| ۰٫۸ ۳۴۱۴                                           | ۳٫۹ ۴۱۱۸              | ۳٫۵ ۶۱۲۸              | ۴٫۱ ۷۵۳۹              | ۰٫۷ ۸۴۵۰              | ۰٫۴ ۹۹۵۷              | ۰ ۱۰۰۶۱               | ۰٫۲ ۹۹۶۳              | ۰٫۳ ۹۱۵۲              | ۱٫۵ ۷۳۳۹              | ۱٫۸ ۵۵۳۰              | ۰٫۹ ۳۶۱۹              |
| میانگین بالاترین و پایین‌ترین دما به مقیاس فارنهایت |                       |                       |                       |                       |                       |                       |                       |                       |                       |                       |                       |
| بارندگی به مقیاس اینچ                              |                       |                       |                       |                       |                       |                       |                       |                       |                       |                       |                       |

## مردم
تاجیک‌ها حدود ۸۵ درصد جمعیت را تشکیل می‌دهند و اکثریت را در این ولسوالی دارند، پس از آن ۸ درصد هزاره‌ها، ۶ درصد تاتارها و اقلیت کوچکی از پشتون‌ها قرار دارند. این ولسوالی در گذشته بخشی از ولایت بغلان بود که بعدها به ولایت بامیان الحاق شد. سرانجام در سال ۱۳۸۴ (۲۰۰۵ میلادی)، بخشی از آن جدا شد و ولسوالی سیغان را تشکیل داد.

## آموزش
براساس آمار ریاست معارف کهمرد، ۳۲ نهاد آموزشی در این ولسوالی فعال هستند که شامل ۱۰ مکتب لیسه، ۱۳ مکتب متوسطه، ۶ مکتب ابتداییه، ۳ مدرسه و یک دارالمعلمین می‌شود. در این مکاتب ۱۰۶۷۱ دانش آموز تحت آموزش قرار دارند. تعداد کارمندان ریاست معارف کهمرد ۳۷۰ نفر است که ۳۱ آموزگار زن را نیز شامل می‌شود.

## روستاهای مشهور
از روستاهای مشهور این ولسوالی می‌توان به آجر، بنق، روی سنگ، دودَری، پایان باغ، مَدَر، دُرو، دوشاخ، باجگاه، انداب، دشت سفید، کِلیچ، دوآب، و میخ زرین اشاره کرد.

## اقتصاد

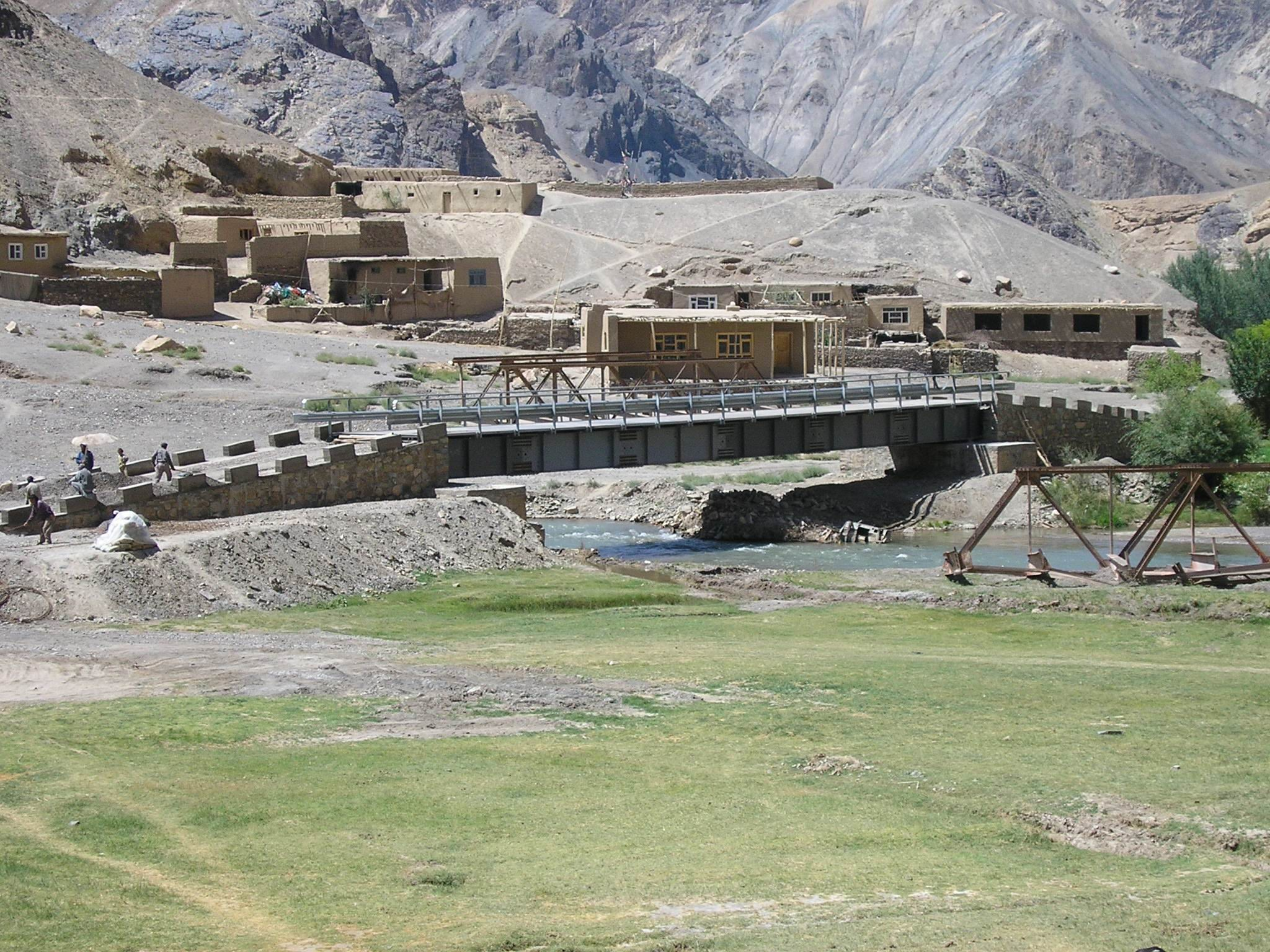
این پل در قریه غندک، مسافرت به شهر بامیان را آسان نموده است.

در حدود ۹۰ درصد باشندگان این ولسوالی مصروف زراعت و مالداری اند و اکثری آنان معیشت زندگی شان را از طریق فروش میوه جات تأمین می‌کنند. مساحت باغ‌های ولسوالی کهمرد به هزاران جریب زمین می‌رسد که ۲۰ نوع میوه چون زردآلو، سیب، چهارمغز، بادام، انگور، انار، سنجد و توت را تشکیل می‌دهد.
- زردآلوی بخارا

بر بنیاد گفته‌های باشندگان ولسوالی کهمرد، زردآلوی ساقی پیشینه تاریخی ۵۰۰ ساله دارد که برای نخستین بار در زمان ظهیرالدین بابرشاه از بخارا به ولسوالی کهمرد آورده شده است.
- چپه نمک

از میوه درخت زردآلو چپه نمک، کشته و خلونیج به دست می‌آید و چپه نمک که شکل لوله ای را دارد، از مرغوبترین انواع کشته در سطح افغانستان می‌باشد و هر سیر (هفت کیلو) آن ۲۵۰۰ الی ۳۰۰۰ افغانی در بازار آزاد به فروش می‌رسد.

## فرهنگ
برای اولین بار جشنواره گل زردآلو با برنامه‌های متنوع فرهنگی و هنری در این ولسوالی با اشتراک صدها نفر از باغداران، دهاقین، باشندگان محل و مسئولان حکومتی دایر شد.